# 藤原大輔
藤原 大輔（ふじわら だいすけ、1982年2月15日 - ）は日本の俳優である。愛媛県出身。元劇団四季所属。2002年劇団四季研究所入所。

## 出演
- エクウス（アラン）
- ユタと不思議な仲間たち（ユタ）
- コーラスライン（マーク、マイク）
- 夢から醒めた夢（エンジェル、メソ）
- 桃次郎の冒険（桃次郎、桃三郎）
- エルコスの祈り
- ガンバの大冒険 (ミュージカル)（ボンヤリ）

2007年より、「ユタと不思議な仲間たち」のユタ役を演じている。

## CM
- 2003年「ライオンキング5周年」CM出演
- 2007年「ライオンキング（夫婦編）」CM出演